# 역사 속의 간성
인간과 다른 동물의 간성(intersex)은 염색체, 생식샘, 성 호르몬 또는 생식기를 포함한 성 특성의 변화를 설명하는데, 유엔 인권 고등판무관 사무소에 따르면 이는 "남성 또는 여성 신체에 대한 전형적인 이분법적 개념에 맞지 않다". 간성인 사람들은 역사적으로 남녀한몸(hermaphrodite), "타고난 고자" 또는 선천적 "불감증"(frigid)이라고 불렸다. 이러한 용어는 더 이상 선호되지 않으며, 이제는 오해의 소지가 있고 낙인을 찍는 것으로 간주된다.
간성 사람들은 다른 문화권에서 다른 방식으로 대우받았다. 특정 문화권에서 사회적으로 용인되거나 받아들여졌는지 여부와 관계없이 간성 사람들의 존재는 많은 고대 및 근대 이전 문화권과 법률 시스템에 알려져 있었으며 수많은 역사적 기록이 존재한다.

## 현대
남아프리카공화국의 캐스터 세메냐 선수는 2009년 베를린 세계육상선수권대회 금메달을 딸 때부터 성별 논란에 시달렸다.
2014년 국제육상연맹으로부터 무기한 출전정지를 당한 인도 여자 육상 선수 두티 찬드(Dutee Chand)가 있다.
2024 파리올림픽 여자 복싱에서 성별 논란에 휩싸인 알제리 선수 이마네 칼리프(66㎏급)와 대만의 린위팅(57㎏급)이 있다.

## 같이 보기
- 간성 (성)
- 남녀한몸
- 참남녀한몸증
- 거짓남녀중간몸증